# 2010年厄瓜多尔危机
2010年厄瓜多尔危机是2010年9月30日因厄瓜多爾國家警察罷工引發的厄瓜多爾國內動蕩。當時厄瓜多爾國家警察表示由於政府打算支持一項削減警察福利的法律，所以他們決定發動罷工。 当时厄瓜多爾國家警察封锁了高速公路、蘇克雷元帥國際機場以及何塞·華金·德·奧爾梅多國際機場，占领了国民代表大会， 并控制了厄瓜多尔电视台。由于警察罷工導致無人执法，厄瓜多爾七个省份发生骚乱和抢劫。
厄瓜多尔总统拉斐尔·科雷亚前往位於基多的厄瓜多爾國家警察的总部。他指责警察背叛人民和国家，甚至向警察表示「有種你們就把我殺了」。  結果在場的警察故意推搡他，還有警察朝他丟擲石塊和催泪瓦斯罐。   保鏢見狀馬上把科雷亚帶離現場，他們前往一家医院。警察随后包围了醫院并阻止他离开。 科雷亚在医院宣布全國进入紧急状态，并表示“政变正在发生”，  他還指控反对派應該為混亂局勢負責。  警方一度打算杀死科雷亚。不過有数千名平民支持科雷亚，他們聚集在科雷亞所在的医院周围聲援科雷亚。  同時反政府的警察部队与支持政府的军队和警察部队之间发生了冲突， 科雷亚來到醫院10个小时后，支持政府的警察和軍隊成功将科雷亚带出医院。
厄瓜多尔卫生部长表示，此次事件共造成8人死亡、274人受伤。 死者中有一名大学生，还有一名参与救援總統的警察和两名军人。